# Königlicher Staatsstreich in Rumänien 1944

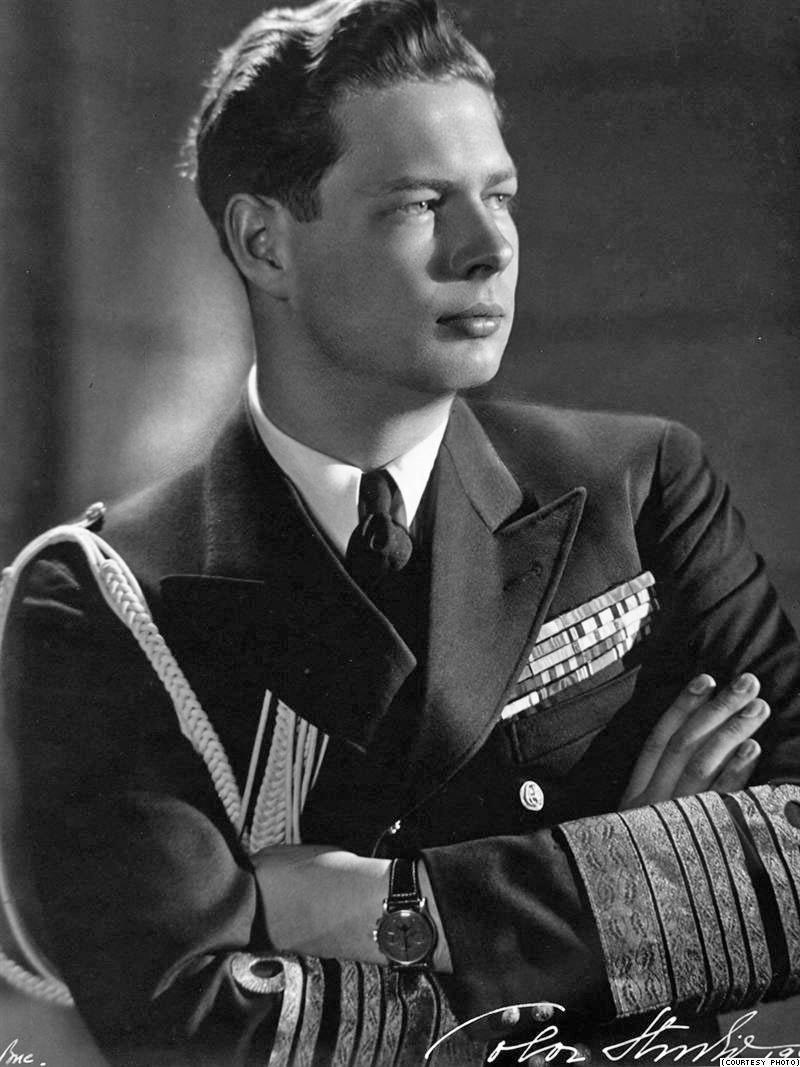
König Michael I. von Rumänien (1947)

Der Königliche Staatsstreich war ein am 23. August 1944 unter der Führung des rumänischen Königs Michael I. durchgeführter Umsturz im Königreich Rumänien. Das Ergebnis war die Beendigung der Militärdiktatur  von Marschall Ion Antonescu und des Militärbündnisses mit dem Deutschen Reich, dessen Niederlage im Zweiten Weltkrieg sich abzeichnete.
In der Folge nahm Rumänien an der Seite der Alliierten am Krieg teil. Innenpolitisch ermöglichte der Staatsstreich kurzfristig eine Demokratisierung, bereitete letztlich aber der Eingliederung des Landes in den sowjetischen Machtbereich den Weg.
Die Geschichtsschreibung der Volksrepublik Rumänien und des gesamten Ostblocks bezeichnete bis 1989 den Staatsstreich als antifaschistischen Aufstand des rumänischen Volkes, zu dem der König nur insofern beigetragen habe, als er sich an dessen Spitze gestellt hatte.

## Vorgeschichte

### Rumänien vor dem Eintritt in den Zweiten Weltkrieg
Rumänien hatte – obwohl militärisch unterlegen – als Verbündeter der Entente nach dem Ersten Weltkrieg in den Verträgen von Trianon und Saint-Germain große Gebietsgewinne im Nordwesten und Norden auf Kosten des zerfallenden Österreich-Ungarn gemacht. Zudem konnte es die Wirren des Russischen Bürgerkriegs nutzen und sich Bessarabien aneignen. Außenpolitisch versuchten die Regierungen des Landes, sich an die Westmächte (Großbritannien und besonders Frankreich) anzulehnen. Noch am 13. April 1939 – kurz nach der Zerschlagung der Tschechoslowakei – sprachen die britische und die französische Regierung Rumänien eine Beistandsgarantie für den Fall eines gegen das Land gerichteten Angriffs aus.
Innenpolitisch war Rumänien verfassungsmäßig eine konstitutionelle Monarchie. Die Regierungen hatten mit starken wirtschaftlichen Problemen zu kämpfen und meist nur eine kurze Lebensdauer.
1930 übernahm König Karl II. die Macht und versuchte, schrittweise das Land seiner autokratischen Führung zu unterwerfen. 1938 erreichte er die weitgehende Ausschaltung des Parlaments und errichtete eine Königsdiktatur.
Die politischen Veränderungen in Europa zu Beginn des Zweiten Weltkrieges stellten die bisherige Außenpolitik grundlegend in Frage: Der Waffenstillstand von Compiègne im Juni 1940 besiegelte die Niederlage Frankreichs gegenüber dem Deutschen Reich; auch Großbritannien fiel als Unterstützer Rumäniens aus. In den maßgeblichen politischen und militärischen Kreisen Rumäniens sah man sich aus Furcht vor einer sowjetischen Invasion gezwungen, sich eng an das Deutsche Reich anzulehnen. Diese Verbindung war für Rumänien jedoch nur von begrenztem Wert, da das Deutsche Reich bereits im August 1939 im geheimen Zusatzprotokoll des deutsch-sowjetischen Nichtangriffspaktes Bessarabien der Sowjetunion als Teil von deren Interessensphäre zugestanden hatte. Die deutsche Regierung, von Karl II. um Beistand gebeten, empfahl Rumänien, die sowjetischen Forderungen nach Gebietsabtretungen zu erfüllen. Vom 28. Juni bis zum 1. Juli 1940 besetzten sowjetische Truppen kampflos Bessarabien und den Norden der Bukowina. Am 30. August 1940 musste sich Rumänien dem Zweiten Wiener Schiedsspruch unterwerfen, in dem das gleichfalls von Deutschland abhängige, mit Rumänien aber verfeindete Ungarn den Norden Siebenbürgens von Rumänien erhielt.
Als Folge dieser Ereignisse sah sich Karl II. am 4. September 1940 gezwungen, den ihm gegenüber kritischen General Ion Antonescu zum Ministerpräsidenten zu ernennen. Dieser erzwang schon zwei Tage später Karls Abdankung und errichtete gemeinsam mit der faschistischen Eisernen Garde unter Horia Sima eine Militärdiktatur. Nach der Abdankung Karls II. wurde formell dessen Sohn, der 18-jährige Michael I., zum König. Antonescu gestand ihm jedoch nur repräsentative Aufgaben zu; die politische Gewalt lag allein in der Hand des Militärdiktators und seiner Regierung. Am 23. November 1940 trat Rumänien dem Dreimächtepakt bei. Nachdem die Eiserne Garde im Januar 1941 vergeblich versucht hatte, in einem Putsch die alleinige Macht zu übernehmen, bildete Antonescu mit dem Einverständnis Hitlers allein eine Regierung.

### Der Feldzug gegen die Sowjetunion

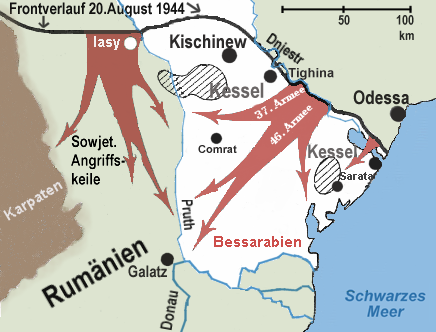
Die Operation Jassy-Kischinew

Als Hitler im Frühjahr 1941 die Vorbereitungen für den Überfall auf die Sowjetunion vorantrieb, sah Marschall Ion Antonescu eine Möglichkeit, über eine Beteiligung an diesem Feldzug die 1940 an die Sowjetunion verlorenen Gebiete zurückzugewinnen. Ohne dass ein formelles Bündnis beschlossen wurde, erlaubte Antonescu der Wehrmacht, das Land als Aufmarschbasis für den Überfall zu nutzen. Rumänien selbst beteiligte sich mit zwei Armeen (3. und 4. Armee) am Feldzug, der zunächst sehr erfolgreich verlief: die rumänischen Truppen konnten innerhalb weniger Wochen die Nordbukowina und Bessarabien zurückerobern. Darüber hinaus erhielt sie die Verwaltung über Transnistrien, ein Gebiet in der Südukraine mit der Stadt Odessa.
Ab Ende 1941 waren die militärischen Erfolge seltener; Ende 1942 schließlich wurden die beiden rumänischen Armeen in die Schlacht von Stalingrad verwickelt und wurden dort, auch aufgrund unzureichender und veralteter Ausrüstung, nach zum Teil hartem Widerstand weitgehend vernichtet. Ab 1943 befanden sich die im Jahresverlauf neu aufgestellten rumänischen Einheiten – wie auch die deutsche Wehrmacht – überwiegend im Rückzug. Mitte 1944 war die Rote Armee bereits im Nordosten auf rumänisches Territorium vorgedrungen. Hier stabilisierte sich die Front vorübergehend.
Am 20. August 1944 begann die Operation Jassy-Kischinew: Nach wenigen Stunden hatten die angreifenden sowjetischen Truppen die deutsch-rumänischen Verteidigungslinien überwunden. Als Durchbruchsstellen wurden bewusst die Abschnitte ausgesucht, die von den weniger kampffähigen und -bereiten rumänischen Einheiten verteidigt wurden. Marschall Antonescu beabsichtigte, im Inneren des Landes eine neue Verteidigungslinie aufzubauen, stieß damit aber auf Widerspruch bei vielen seiner Generäle, die dies als sinnloses Blutbad ansahen.

### Die Vorbereitungen des Staatsstreiches

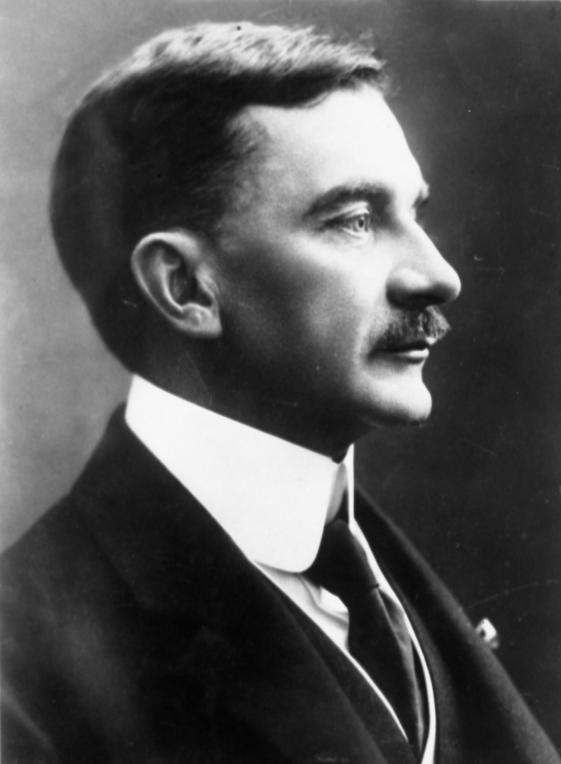
Iuliu Maniu

Mit länger werdender Kriegsdauer, mit der immer größer werdenden Opferzahl und mit immer ungewisserem Ausgang wurde der Krieg in der rumänischen Bevölkerung unpopulärer. Auch Antonescu selbst plante, das Bündnis mit Deutschland zu verlassen und aus dem Krieg auszuscheiden, um eine Besetzung des Landes durch die Rote Armee zu verhindern. Aus Angst vor einem deutschen Eingreifen zögerte er diesen Schritt jedoch immer weiter hinaus. Ihm lagen Geheimdienstinformationen vor, wonach oppositionelle Kräfte seinen Sturz betrieben, er unternahm jedoch nichts dagegen.
Geheime Verhandlungen zwischen Regierungsvertretern und den Westmächten in Kairo hatten klargemacht, dass eine militärische Unterstützung durch die Vereinigten Staaten oder Großbritannien nicht zu erwarten war. Somit blieb als einzige Option, einen Friedensschluss allein mit der Sowjetunion anzustreben. Die oppositionellen Parteien, die zwar formal verboten, in ihrer Tätigkeit aber nicht völlig ausgeschaltet waren, erfuhren von den geheimen Gesprächen und begannen bereits 1943 mit der Gründung eines „Nationaldemokratischen Blocks“ (Blocul Național Democratic). Ihm gehörten außer den beiden großen Vorkriegsparteien (den Nationalliberalen und der Bauernpartei) auch die Sozialdemokraten und die Kommunisten an. Die bürgerlichen Parteien erhofften sich durch die Beteiligung der Kommunisten, bei der Sowjetunion den Verbleib der Nordbukowina und Bessarabiens bei Rumänien zu erreichen. Darüber hinaus hatte die Kommunistische Partei zunächst kaum eine Bedeutung; ihre Mitgliederzahl im Sommer 1944 wird auf weniger als 1000 geschätzt.
Im Juli 1944 wurden die Pläne für einen Austritt aus dem Militärbündnis mit Deutschland auf Seiten der Opposition konkreter. Ziel war es, Antonescu davon zu überzeugen, den Krieg zu beenden. Nur im Falle seiner Weigerung sollte er verhaftet werden und eine Koalitionsregierung der vier Oppositionsparteien die Macht übernehmen.

## Der Ablauf des Staatsstreiches

Der Königspalast in Bukarest (1941)

Der Umsturz wurde von König Michael ursprünglich für den 26. August 1944 geplant. In Anbetracht der dramatischen militärischen Lage sah sich jedoch die Opposition zu raschem Handeln gedrängt. Der militärische Berater des Königs, General Constantin Sănătescu, veranlasste König Michael, Antonescu zu einer Audienz einzuladen. Dort solle Antonescu sich mit dem Austritt aus dem Militärbündnis mit Deutschland einverstanden erklären; anderenfalls war seine Verhaftung geplant. Ion Antonescu suchte am Nachmittag des 23. August den König zu der geplanten Audienz auf. Diese fand in der Casa Nouă des Bukarester Königspalastes statt. Antonescus Leibwache wartete vor dem Gebäude; Michael hatte in den Nebenräumen seines Empfangszimmers bewaffnete Vertraute und Offiziere postiert. Auf dem Gang vor dem Zimmer stand ein ebenfalls in die Putschpläne eingeweihter Hauptmann der Palastwache mit drei Unteroffizieren. Neben Ion Antonescu war der einflussreiche Außenminister Mihai Antonescu Teilnehmer der königlichen Audienz. Dieser erschien etwa 15:45 Uhr, Ion Antonescu verspätete sich um ca. 15 Minuten, kam also um 16:15 Uhr. Bis dahin unterhielten sich König Michael und Mihai Antonescu oberflächlich.
Michael I. ging zunächst auf den Durchbruch der sowjetischen Truppen durch die Front ein und fragte Marschall Antonescu, wie der darauf zu reagieren gedenke. Dieser leugnete einen entscheidenden Erfolg der Roten Armee; zwar habe es einen sowjetischen Vorstoß gegeben, er sei aber zuversichtlich, ihn zu stoppen. Die „Karpatenfestung“ sei für die Rote Armee unüberwindbar. Michael verlangte dagegen einen sofortigen Waffenstillstand. Antonescu lehnte dies ab und wurde von Michael daraufhin zum Rücktritt aufgefordert. Auch dies wurde von Antonescu zurückgewiesen; er könne das Schicksal Rumäniens nicht in die Hände des jungen Königs legen. Michael schwieg zunächst und verließ dann den Raum mit der Begründung, ein Glas Wasser trinken zu wollen. Auf dem Gang motivierte er den Hauptmann der Palastwache erneut für den möglicherweise gleich stattfindenden Zugriff.
Nachdem Michael sein Empfangszimmer wieder betreten hatte, forderte er Antonescu auf, seine Entscheidung zu überdenken. Als Antonescu entgegnete, dass er seine Meinung nicht ändern werde, ließ er den Hauptmann der Wache eintreten. Dieser sagte Antonescu, dass er ab sofort unter Arrest stehe. Seine Hand hatte er dabei an der Pistole; er hatte Befehl, sofort auf Antonescu zu schießen, falls dieser Widerstand leiste oder zu fliehen versuche. Ein Wachsoldat durchsuchte Antonescu erfolglos nach Waffen. Antonescu rief zu den Verschwörern, dass sie ihr Vorgehen bereuen würden; er kündigte an, alle Beteiligten zu erschießen. Marschall Antonescu und Außenminister Mihai Antonescu wurden in einem Raum im Obergeschoss eingesperrt, in dem Michaels Vater Karl II. – der inzwischen im Exil lebte – seine Briefmarkensammlung aufbewahrte. Gleichzeitig nahmen andere Mitglieder der Palastwache die im Hof wartenden Mitglieder von Antonescus Leibwache fest. Die übrigen Minister aus Antonescus Kabinett wurden unter dem Vorwand einer angeblichen außerordentlichen Ministerratssitzung mit dem König in den Palast gerufen und dort ebenfalls verhaftet. Kurz darauf besetzten dem König gegenüber loyal eingestellte Armeeeinheiten die wichtigsten Ministerien und Verwaltungsgebäude in Bukarest.
Anschließend beriet sich Michael mit seinen Vertrauten über die Bildung einer neuen Regierung. In diesem Moment kam der deutsche Botschafter in Rumänien, Manfred von Killinger, in den Königspalast. Er hatte von der Verhaftung Antonescus erfahren, dies aber zunächst für unglaubwürdig gehalten. Von Killinger drohte Michael, dass sowjetische Truppen in kurzer Zeit ganz Rumänien besetzen würden. Michael entgegnete, dass er die Situation „bedaure“; er müsse von Killinger aber „bitten, die Situation zu akzeptieren und die Reichsregierung zu veranlassen, die deutschen Truppen unverzüglich aus Rumänien abzuziehen, um der bisherigen Waffenbrüderschaft der beiden Armeen das Ärgste zu ersparen.“
Am Abend des 23. August, um 22:15 Uhr Osteuropäischer Zeit, richtete sich Michael I. in einer Rundfunkansprache an seine Landsleute. Er verkündete den Abbruch der diplomatischen Beziehungen mit Deutschland, den Waffenstillstand mit den Alliierten und den Sturz des Diktators Antonescu. Die Rede dauerte etwa 20 Minuten; Michael begründete den Seitenwechsel unter anderem mit dem Ziel, das 1940 verloren gegangene Nordsiebenbürgen wiederzugewinnen.

## Die deutsche Reaktion
Die für die auswärtigen Beziehungen zuständigen Stellen in Deutschland beobachteten die politischen Geschehnisse in den verbündeten Staaten stets mit Misstrauen, besonders mit dem fortschreitenden Vorrücken der Roten Armee. So waren auch vage Geheimdienstinformationen nach Berlin gelangt, wonach es in Teilen der Armee und in der politischen Szene Rumäniens Bestrebungen gab, das Bündnis mit Deutschland zu verlassen. Zudem versuchte Ion Antonescu selbst immer wieder, Hitler zu beruhigen. Noch am 5. August 1944 hatte er Hitler in der Wolfsschanze besucht und ihm versichert, dass die gesamte rumänische Armee und die ganze rumänische Bevölkerung hinter ihm stünden. Der deutsche Botschafter von Killinger hatte wenig Einblick in die politischen Abläufe und berichtete am 10. August, dass es keine Anzeichen für eine Verschwörung gebe; König Michael sei ein Garant für das deutsch-rumänische Bündnis. Ein Seitenwechsel Rumäniens war von den zuständigen deutschen Stellen durchaus erwogen worden. Für diesen Fall war ab Ende 1943 die Besetzung des Landes vorgesehen; der zugehörige Einsatzplan trug den Namen „Operation Margarethe II“. Nachdem Hitler die Lage in Rumänien aber stabil schien und er sich im Februar 1944 der Loyalität Antonescus versichert hatte, wurden die Planungen an „Margarethe II“ nicht weiter verfolgt. Damit traf der Umsturz die deutsche Führung recht unvorbereitet.
König Michael und seine Umgebung hatten zunächst die Hoffnung, dass der Staatsstreich von den Deutschen nicht bekämpft werden würde; der Waffenstillstand mit den Alliierten war verbunden mit dem Angebot des freien ungehinderten Abzugs an die deutschen Einheiten.
Nachdem von Killinger am 23. August den Königspalast verlassen hatte, versuchte er, deutschen militärischen Widerstand gegen den Staatsstreich zu organisieren. Allerdings war er im Botschaftsgebäude eingeschlossen. Gleiches galt für den Kommandierenden General und Befehlshaber der Deutschen Luftwaffe in Rumänien, Alfred Gerstenberg, der über die einzigen zahlenmäßig nennenswerten deutschen Kampfverbände in der Nähe von Bukarest verfügte. Dies waren etwa 2.000 bis 3.000 Mann, die für den Schutz der wichtigen Erdölraffinerien in Ploiești zuständig waren und die nur über geringe infanteristische Erfahrung verfügten.
Der Oberbefehlshaber der Heeresgruppe Südukraine, Johannes Frießner, übernahm noch am späten Abend des 23. August auf eigene Verantwortung das Kommando über alle in Rumänien stationierten deutschen Einheiten. Nach der Radioansprache des Königs Michael rief er gegen 23 Uhr Hitler an und informierte ihn über die Situation. Hitler war über die Vorgänge in Bukarest äußerst ungehalten; er erteilte noch in der gleichen Nacht Frießner den Befehl, Bukarest zu besetzen, eine neue Regierung zu installieren sowie König Michael und seinen Hofstaat festzunehmen. Frießner schilderte in seinen Memoiren, dass er von der Undurchführbarkeit des Befehls überzeugt gewesen sei. Trotzdem begannen deutsche Einheiten, von Ploiești aus auf Bukarest vorzurücken, zunächst unter dem Befehl des SS-Brigadeführers Horst Hoffmeyer.
Der immer noch in der Botschaft eingeschlossene Gerstenberg konnte die neue rumänische Führung dazu überreden, das Gebäude verlassen zu dürfen, um den deutschen Verbänden die Aussichtslosigkeit ihres Unterfangens klarzumachen. Als er die von Hoffmeyer geführten Truppen erreichte, übermittelte er dem Oberkommando der Heeresgruppe das Ersuchen der rumänischen Regierung. Er erhielt jedoch den Befehl, das Kommando über Hoffmeyers Verbände zu übernehmen und Bukarest zu besetzen. Noch wenige Wochen zuvor hatte Gerstenberg angenommen, dass „eine einzige deutsche Flakbatterie“ genüge, um im Falle von Unruhen die Kontrolle über die Hauptstadt wiederzugewinnen.
Der Widerstand der rumänischen Einheiten gegen das Eingreifen der deutschen Truppen war jedoch stärker als von Gerstenberg erwartet. Die Verbände Gerstenbergs wurden nördlich der Hauptstadt von General Iosif Teodorescu und rasch zusammengestellten „Patriotischen Garden“ zurückgeschlagen. Die wenigen deutschen Einheiten in und um Bukarest erwiesen sich als für wirkungsvolle Aktionen zu schwach. Auf Befehl Hitlers stiegen am Nachmittag des 24. August vom Luftwaffenstützpunkt Băneasa einige dort stationierte deutsche Sturzkampfbomber auf und bombardierten den Königspalast und einige Regierungsgebäude in Bukarest. Am gleichen Tag ordnete Hitler den Einsatz des Fallschirmjägerbataillons Brandenburg an. Dieses besetzte in der Nacht zum 25. August den wichtigen Flugplatz Otopeni. Am 26. August gelang es den rumänischen Verbänden, Gerstenbergs Verbände nördlich von Bukarest einzuschließen. In Ploiești verloren die Deutschen die Kontrolle über die Erdölraffinerieanlagen.
Am 28. August mussten sich die letzten deutschen Einheiten aus Bukarest zurückziehen. Bei einem Rückzugsgefecht in der Nähe von Gherghița gerieten Gerstenberg und der nur wenige Tage zuvor vom Oberkommando der Wehrmacht als Kampfkommandant von Bukarest entsandte Generalleutnant Rainer Stahel in Gefangenschaft. Damit war der Versuch des deutschen Militärs gescheitert, den Staatsstreich rückgängig zu machen. Die Rote Armee marschierte am 31. August in Bukarest ein. Von Killinger erschoss sich am 2. September 1944 im Botschaftsgebäude, nachdem er zuvor seine Sekretärin und Geliebte Helga Petersen getötet hatte. Die Angriffe der deutschen Truppenverbände am Boden und die Bombardierung lieferten Rumänien einen Anlass, Deutschland am 25. August den Krieg zu erklären.
Hitler blieb nur, eine rumänische Exilregierung unter Führung von Horia Sima bilden zu lassen, die aber den Fortgang der Dinge nicht beeinflussen konnte.

## Folgen des Staatsstreiches und weitere Entwicklungen

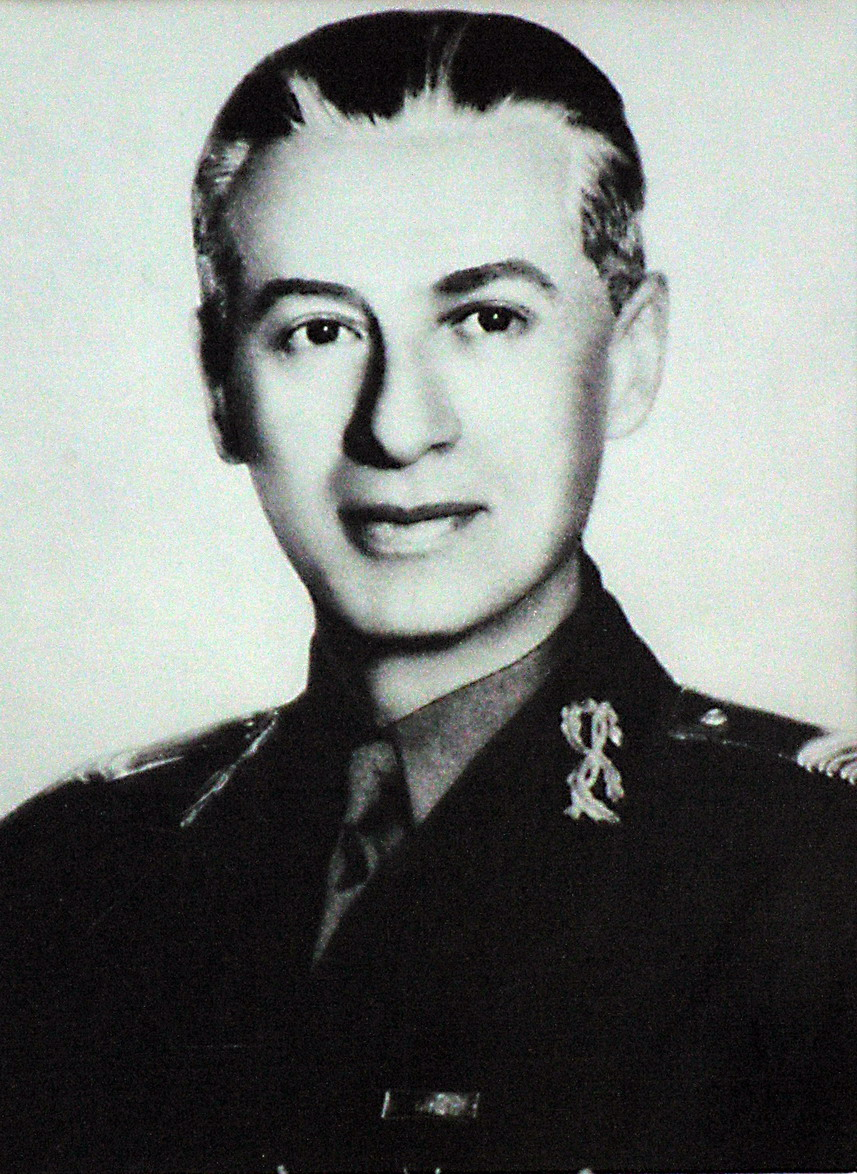
Constantin Sănătescu
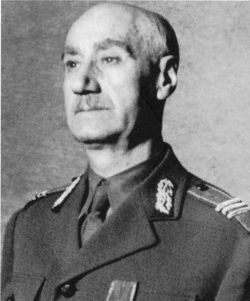
Nicolae Rădescu
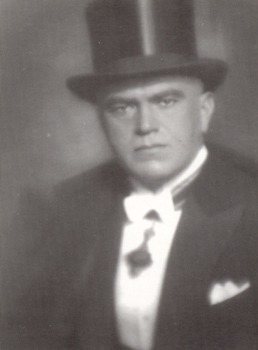
Petru Groza

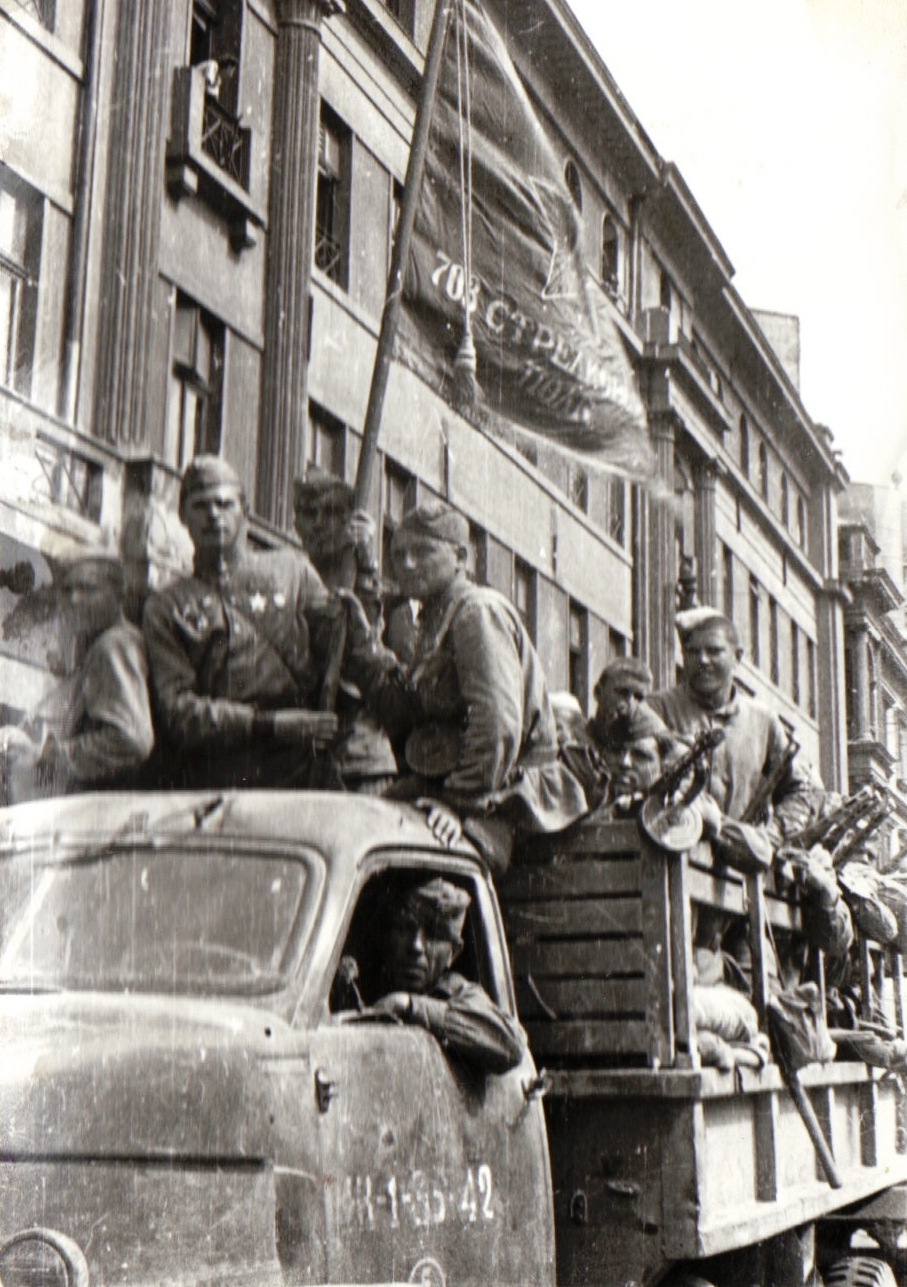
Bukarest, 30. August 1944: Einmarsch der Roten Armee

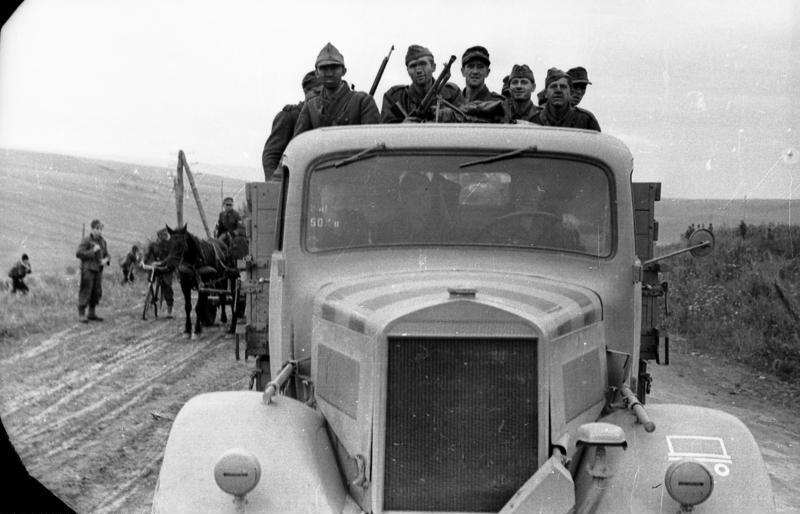
Ostfront-Süd, August 1944: Rückzug aus Rumänien nach Ungarn, deutsche und rumänische Soldaten auf LKW

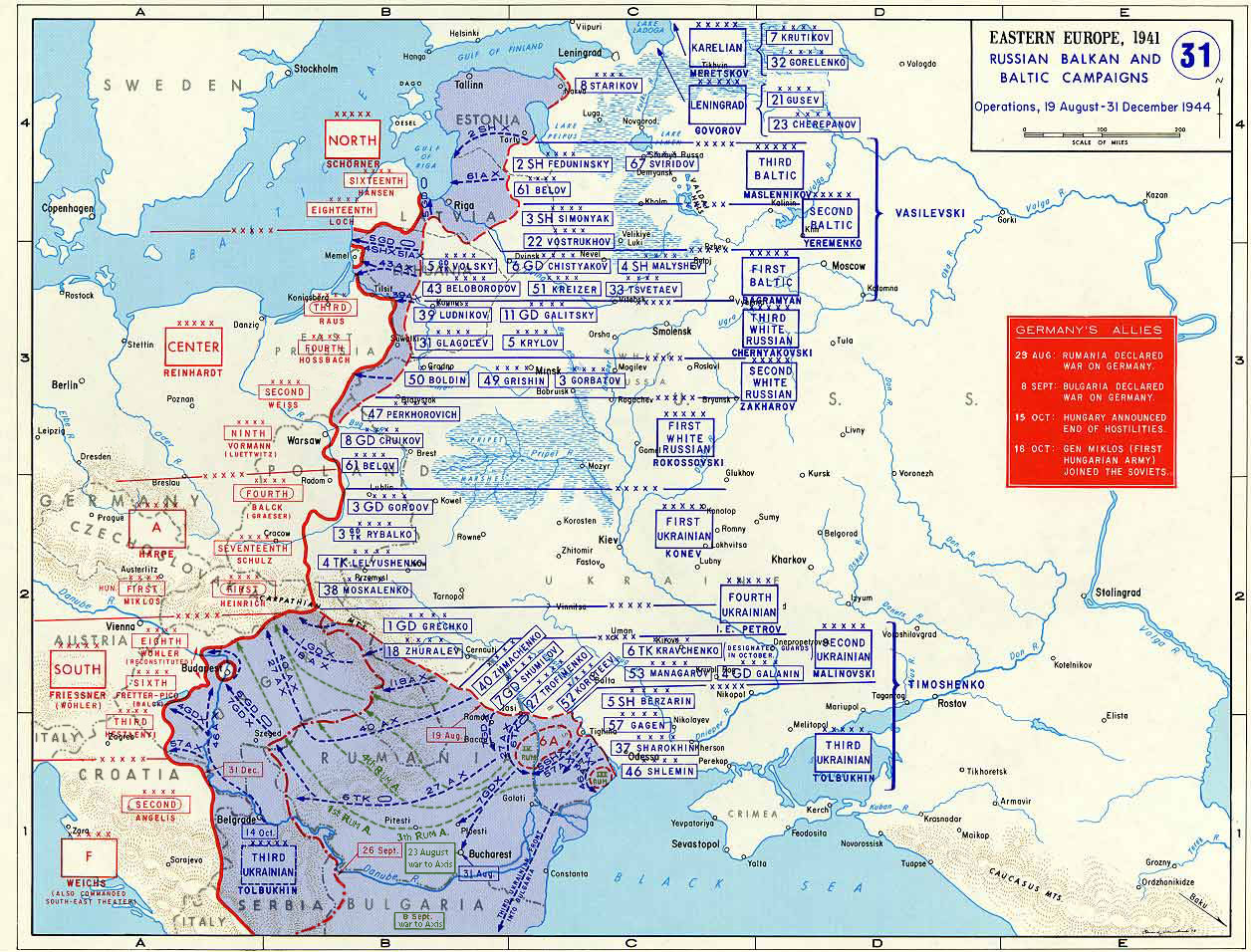
Vormarsch der Roten Armee zwischen dem 19. August und dem 31. Dezember 1944

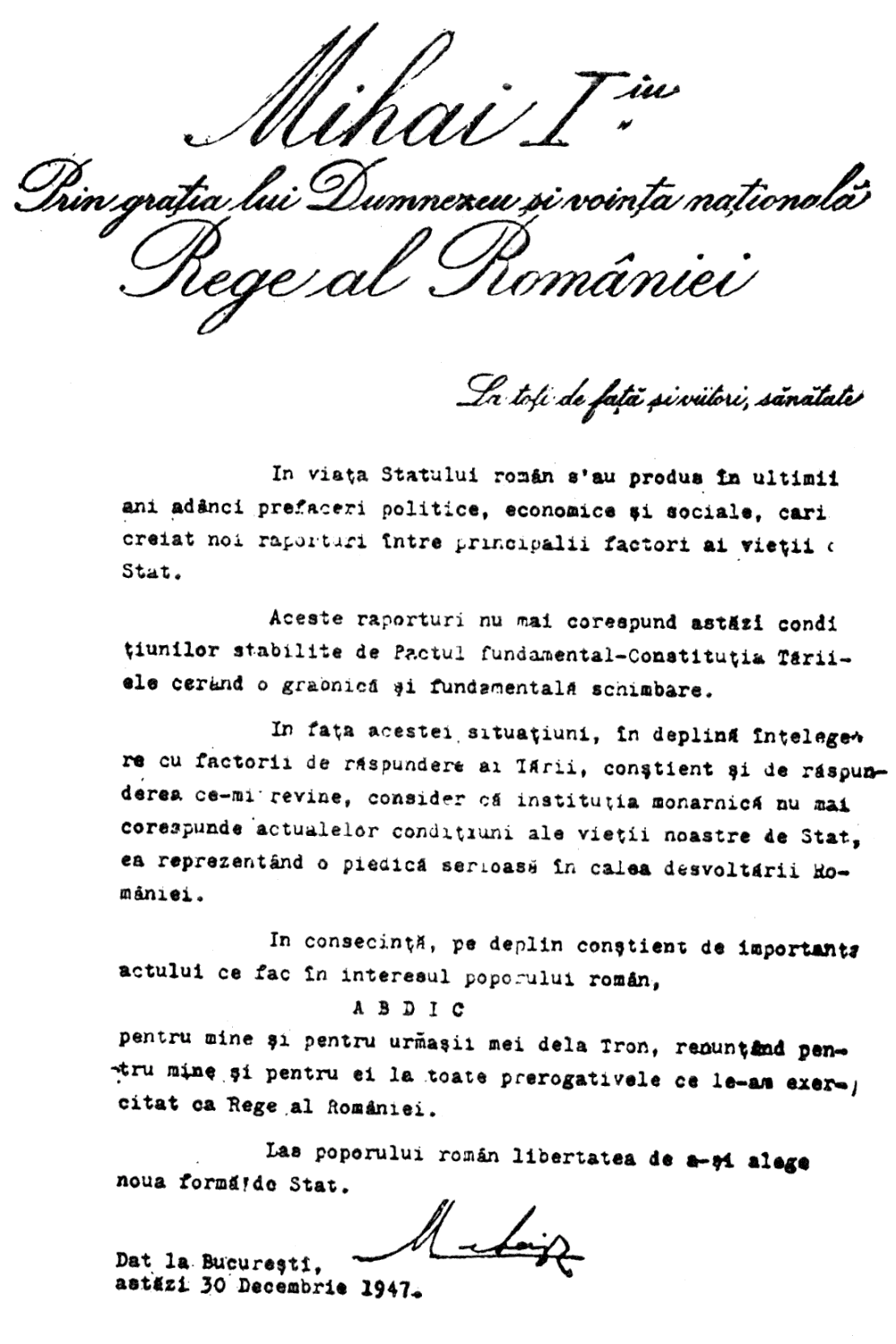
Abdankungsurkunde von König Michael, 30. Dezember 1947

Die Deutsche Wochenschau bezeichnete den Staatsstreich als „Verrat des rumänischen Königs Michael und seiner Hofkamarilla“, durch den es „an der Südfront […] zu kritischen Situationen gekommen“ sei. In Rumänien wurde der Umsturz von weiten Teilen der Bevölkerung begrüßt, da ein rascher Frieden in Aussicht stand. Die Sowjetunion bestand allerdings auf einer aktiven Teilnahme der rumänischen Armee am weiteren Krieg gegen Deutschland. Bereits am 29. August reiste eine rumänische Delegation unter Leitung des Kommunisten Lucrețiu Pătrășcanu zu Waffenstillstandsverhandlungen nach Moskau. Der Verhandlungsspielraum war gering; am 12. September 1944 wurde zwischen beiden Staaten ein Waffenstillstandsvertrag geschlossen. Darin wurde vereinbart, dass sich Rumänien mit 20 Divisionen am Krieg gegen Deutschland beteiligen müsse, der Roten Armee freie Durchgangsrechte für das gesamte Land zu gewähren, eine hohe Kriegsentschädigung zu zahlen und den Verzicht auf die Nordbukowina und Bessarabien zu bestätigen habe. Faschistische Organisationen mussten verboten, Kriegsverbrecher verhaftet werden. Die vor dem 23. August gefangen genommenen rumänischen Soldaten blieben jedoch bis zum Kriegsende in sowjetischen Gefangenenlagern (ausgenommen jene, die sich der von den Sowjets aufgestellten Rumänischen Freiwilligendivision angeschlossen hatten). Der Waffenstillstand war von der Sowjetunion mit den westlichen Alliierten abgestimmt worden. Formal überwachte die Alliierte Kontrollkommission bis zum Abschluss des Pariser Friedensvertrages 1947 den Waffenstillstand; in der Praxis wurde das Gremium fast ausschließlich von den sowjetischen Vertretern dominiert.
Um das Ziel der Rückgewinnung Nordsiebenbürgens zu verwirklichen, erklärte Rumänien dem benachbarten Ungarn am 8. September 1944 den Krieg.
Die unmittelbaren militärischen Folgen des Staatsstreiches waren für Deutschland katastrophal. Ohne die rumänischen Truppen, die die Kampfhandlungen sofort einstellten, konnten die Einheiten der Roten Armee die 21 Divisionen der deutschen Heeresgruppe Südukraine fast völlig zerschlagen. Die 6. Armee wurde nach der Schlacht von Stalingrad ein zweites Mal weitgehend vernichtet; auch etwa die Hälfte der 8. Armee war betroffen. Von den 600.000 deutschen Soldaten entgingen nur einige zehntausend dem Tod oder der Gefangennahme.
Das rasche Vorrücken der sowjetischen Armee nach Westen führte zum Zusammenbruch der deutschen Balkanfront. Um nicht abgeschnitten zu werden, musste die Wehrmacht innerhalb kürzester Zeit Griechenland, Albanien und große Teile Jugoslawiens überstürzt räumen. Des Weiteren wurde der Roten Armee die Besetzung Bulgariens ermöglicht. Besonders schwerwiegend für den weiteren Kriegsverlauf war der Verlust der Erdölfelder und -raffinerien um Ploiești. Die ohnehin angespannte Versorgungslage für Treibstoff verschlechterte sich für das deutsche Militär damit weiter.
Der Staatsstreich beeinflusste indirekt auch die weiteren Geschehnisse in der Slowakei: Die knapp 30 Angehörigen der aus Rumänien ausgewiesenen deutschen Militärmission unter Oberst Ott wurden am 27. August auf ihrer Rückreise nach Berlin in der Stadt Martin von Untergrundkämpfern aus dem Zug geholt und am Folgetag erschossen. Dies führte zum vorzeitigen Ausbruch des Slowakischen Nationalaufstands.
Durch den Seitenwechsel Rumäniens kämpften nunmehr 500.000 rumänische Soldaten auf Seiten der Alliierten. Bis zum Kriegsende verlor die rumänische Armee 169.000 Soldaten an Toten und Verwundeten.
Auch innenpolitisch hatte der Staatsstreich weitreichende Konsequenzen. König Michael beauftragte den General Constantin Sănătescu mit der Bildung einer Regierung aus Militärs und Vertretern der vier Parteien des Nationaldemokratischen Blocks. Die wesentlichen politischen Vertreter als Minister ohne Geschäftsbereich waren Iuliu Maniu von der Bauernpartei, Dinu Brătianu von den Nationalliberalen, Constantin Titel-Petrescu von den Sozialdemokraten und Lucrețiu Pătrășcanu von den Kommunisten. Die Beteiligung der zahlenmäßig sehr schwachen Kommunisten war dabei eher symbolisch. Das Ansehen Sănătescus und des Königs verschafften der neuen Regierung sofort die nötige Autorität beim Militär und bei der Verwaltung.
Sănătescu wurde von den Sowjets nur wenige Monate akzeptiert. Ursache für die Spannungen waren unterschiedliche Auffassungen über die zu leistenden Kriegsentschädigungen, aber auch über die Behandlung der Kriegsverbrecher. Die sowjetische Seite legte im Oktober eine Liste von 74 Personen vor, die von ihr entsprechend eingeordnet wurden; zwei davon waren Mitglieder der Regierung Sănătescus und mussten zurücktreten. Die Auseinandersetzungen mit der sowjetischen Besatzungsmacht und Streitigkeiten zwischen den Parteien führten zu einem baldigen Ende der Regierung, die ab dem 4. November 1944 überwiegend aus Vertretern der vier Parteien zusammengesetzt war. Am 6. Dezember 1944 wurde General Nicolae Rădescu Nachfolger Sănătescus im Amt des Ministerpräsidenten. Dieser war gleichzeitig Innenminister und ließ möglicherweise im Februar 1945 auf eine Demonstration linker Kräfte schießen. Rădescu seinerseits behauptete, dass sowjetische Einheiten auf die Demonstranten geschossen hätten, um Unruhen zu provozieren, die zu seiner Entlassung führen sollten. Dies nutzte die sowjetische Besatzungsmacht, um die politischen Kräfteverhältnisse weiter in ihrem Sinne umzugestalten. Rădescu musste vom König am 6. März 1945 entlassen werden, nachdem der sowjetische Hochkommissar Andrei Wyschinski gedroht hatte, die staatliche Souveränität Rumäniens in Frage zu stellen. Die im Land stationierten sowjetischen Truppen entwaffneten rumänische Einheiten und besetzten den rumänischen Generalstab; Ministerpräsident wurde auf Verlangen Wyschinskis der Vorsitzende der Front der Pflüger (Frontul Plugarilor, einer Kleinbauernpartei), Petru Groza. Die Bauernpartei und die Nationalliberalen zogen sich daraufhin aus der Regierung zurück. Groza bildete eine Volksfrontregierung und veranlasste am 22. März 1945 eine Bodenreform, bei der Landbesitz über 50 Hektar, aber auch der Boden von Angehörigen der deutschen Minderheit unabhängig von dessen Umfang enteignet wurde.
Die Sowjetunion unterstützte die Stellung Grozas, indem sie unmittelbar nach dessen Amtsantritt das inzwischen besetzte Nordsiebenbürgen, das 1940 im Zweiten Wiener Schiedsspruch an Ungarn abgetreten werden musste, an Rumänien zurückgab.
In den Pariser Verträgen von 1947 wurden auch die Grenzen Rumäniens endgültig festgelegt. Die Zugehörigkeit Nordsiebenbürgens und der angrenzenden Gebiete zu Rumänien wurde bestätigt. Dagegen bestand die Sowjetunion auf den territorialen Veränderungen des Jahres 1940; die Nordbukowina und Bessarabien gelangten somit endgültig zur Sowjetunion. König Michael I., der vergebens versuchte, die allmähliche Übernahme des gesamten Staatsapparates durch die Kommunisten zu verhindern, sah sich am 30. Dezember 1947 zur Abdankung gezwungen. Im April 1948 verabschiedete das inzwischen kommunistisch dominierte rumänische Parlament eine Verfassung, die das Land als eine „volksdemokratische Republik“ definierte und den Übergang in eine kommunistische Gesellschaftsordnung vorsah.
Die maßgeblichen Vertreter der Militärdiktatur – einschließlich Ion Antonescu selbst – blieben inhaftiert, wurden in einem Schauprozess zum Tode verurteilt und am 1. Juni 1946 erschossen. Iuliu Maniu und Dinu Brătianu, die führenden bürgerlichen Kräfte des Umsturzes, wurden 1947 bzw. 1950 inhaftiert. Maniu wurde zu lebenslanger Haft verurteilt und starb 1953, Brătianu noch im Jahr seiner Festnahme. Ihre Parteien wurden 1947 verboten. Die kleinere Sozialdemokratische Partei musste sich mit der Kommunistischen Partei zwangsvereinigen.

## Rezeption der Ereignisse im Rumänien der Nachkriegszeit
Viele rumänische Historiker der Nachkriegszeit deuteten die Ereignisse am 23. August 1944 abhängig von der jeweiligen politischen Situation um. Zunächst befand sich die Partei in großer Abhängigkeit von der Sowjetunion. Die offizielle Deutung war damals, dass die Rote Armee Rumänien befreit hätte. Ab den 1960er Jahren, als die PCR versuchte, sich von der sowjetischen Vorherrschaft zu lösen, wurde versucht, die sehr marginale Rolle der Kommunistischen Partei beim Umsturz aufzuwerten. Der Sturz des Antonescu-Regimes sei demnach eine rumänische Volkserhebung unter Führung der Kommunistischen Partei gewesen. Bis 1989 war der 23. August der Nationalfeiertag Rumäniens. Die offizielle Sprachregelung schilderte den Staatsstreich als „Revolution der nationalen und sozialen, antifaschistischen und antiimperialistischen Befreiung“. Verbunden war dies mit der Einschätzung, dass der Kampf der rumänischen Armee an der Seite der Sowjetunion den Zweiten Weltkrieg um mindestens ein halbes Jahr verkürzt habe.